# Athanásios Souliótis-Nikolaïdis
Pour les articles homonymes, voir Souliotis et Nikolaïdis.
Athanásios Souliótis-Nikolaïdis (en grec : Αθανάσιος Σουλιώτης-Νικολαΐδης, né le 6 janvier 1878 à Syros et décédé en 1945) était un militaire grec impliqué dans la politique irrédentiste grecque en Macédoine, en Thrace et à Constantinople au début du XXe siècle.

## Biographie
Le fils d'un employé des impôts, en poste sur Syros au moment de la naissance de son fils. il commença par faire des études de droit avant d'entrer dans l'armée grecque. En 1900, il sortit sous-lieutenant de l'École des Cadets d'Athènes. Il fut envoyé en mission secrète en Macédoine après le décès de Pavlos Melas pour y lutter contre les komitadjis bulgares.
Sa couverture avait fait de lui Nikolaïdis, un employé de la compagnie commerciale La Mutuelle, basée à Thessalonique. De là, il voyageait dans toute la région ce qui lui avait permis de mettre sur pied en 1906 une organisation de défense grecque contre les Bulgares : l'Organisation de Thessalonique, qui recrutait aussi des andartés et organisait le boycott des commerçants bulgares.
Au cours de ses activités, il croisa Íon Dragoúmis alors consul à Dedeağaç. Les deux hommes associèrent leurs efforts. Ils se retrouvèrent en décembre 1907 à Constantinople, Souliotis toujours sous la même couverture et Dragoumis en poste à l'ambassade grecque. Sur le modèle de l'Organisation de Thessalonique, ils créèrent une Organisation de Constantinople, qui avait divisé la ville en 36 secteurs, où les membres, 500 en 1912 (fonctionnaires, médecins, officiers, journalistes, etc. d'origine grecque), collectaient des informations et les transmettaient au « Centre » qui les répercutait ensuite. Le but était toujours de lutter contre l'influence bulgare dans la capitale ottomane, principalement d'un point de vue religieux et caritatif.
Les Bulgares avaient réussi à convaincre les populations slavophones des environs de la ville de se détacher du patriarcat de Constantinople pour rejoindre l'exarchat bulgare. Ils avaient aussi créé un hôpital, des écoles (dont une au Phanar) et une école religieuse dans la capitale. L'Organisation de Constantinople œuvra pour regagner le terrain perdu d'un point de vue religieux et essaya, par le boycott, d'affaiblir les positions bulgares. Elle chercha aussi à « rééduquer » la population grecque qui aurait, selon elle, perdu son identité nationale et aurait cédé au « levantisme » cosmopolite de la capitale en préférant, par exemple, le lycée français aux écoles grecques.
L'Empire ottoman vivait alors la Révolution Jeunes-Turcs, qui avait poussé le Sultan à rétablir la constitution, jamais appliquée, de 1876, à convoquer des élections et à chasser les éléments les plus réactionnaires de son entourage. L'évolution de l'Empire ottoman fut alors interprété de diverses façons : signe de son affaiblissement voire de son déclin permettant d'envisager enfin une réalisation intégrale de la Grande Idée ou de l'hellénisme ; signe de sa modernisation permettant aux Grecs de l'Empire d'envisager enfin d'y avoir la place politique et sociale en accord avec leur puissance économique et numérique.
La bourgeoisie grecque de Constantinople rêvait d'un Empire gréco-turc à l'intégrité maintenue et refusait la Grande Idée. Souliotis adhéra dans un premier temps à ce concept d'helléno-ottomanisme qui serait la meilleure solution pour les communautés grecques encore sous domination turque. Il rédigea avec Dragoumis le Programme grec, qu'ils envoyèrent au Ministère des Affaires étrangères à Athènes suggérant un rapprochement avec la Turquie en profitant des évolutions liées à la constitution enfin appliquée et du relais de l'Organisation de Constantinople.
Il fut préfet de Flórina dans les années 1930.